# (24999) Hieronymus
(24999) Hieronymus (1998 OY4) – planetoida z pasa głównego asteroid okrążająca Słońce w ciągu 4,08 lat w średniej odległości 2,55 j.a. Odkryta 24 lipca 1998 roku.